# Deielia
Deielia is een geslacht van libellen (Odonata) uit de familie van de korenbouten (Libellulidae).

## Soorten
Deielia omvat 1 soort:
- Deielia phaon (Selys, 1883)